# Trophée de France 2016
Navigation
Édition précédente Édition suivante
Le Trophée de France est une compétition internationale de patinage artistique qui se déroule en France au cours de l'automne. Il accueille des patineurs amateurs de niveau senior dans quatre catégories: simple messieurs, simple dames, couple artistique et danse sur glace.
Le trentième Trophée de France est organisé du 11 au 13 novembre 2016 à l'AccorHotels Arena de Paris. Il est la quatrième compétition du Grand Prix ISU senior de la saison 2016/2017.

## Résultats

### Messieurs

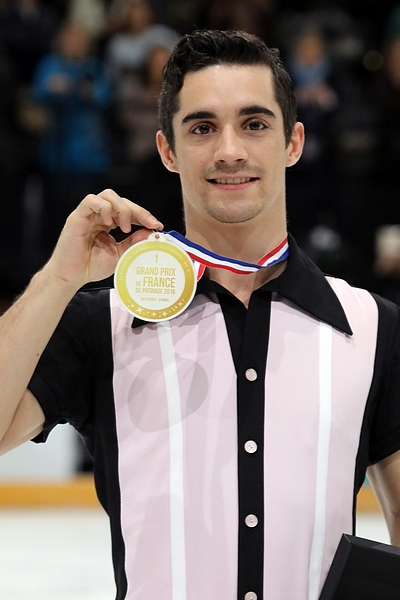
Le médaillé d'or Javier Fernández

| Rang    | Nom                | Pays        | Points | Programme court | Programme court | Programme libre | Programme libre |
| ------- | ------------------ | ----------- | ------ | --------------- | --------------- | --------------- | --------------- |
| 1       | Javier Fernández   | Espagne     | 285.38 | 1               | 96.57           | 1               | 188.81          |
| 2       | Denis Ten          | Kazakhstan  | 269.26 | 3               | 89.21           | 3               | 180.05          |
| 3       | Adam Rippon        | États-Unis  | 267.53 | 4               | 85.25           | 2               | 182.28          |
| 4       | Nathan Chen        | États-Unis  | 264.80 | 2               | 92.85           | 4               | 171.95          |
| 5       | Takahito Mura      | Japon       | 248.42 | 6               | 78.38           | 5               | 170.04          |
| 6       | Jorik Hendrickx    | Belgique    | 230.47 | 5               | 80.34           | 8               | 150.13          |
| 7       | Misha Ge           | Ouzbékistan | 229.06 | 8               | 72.49           | 6               | 156.57          |
| 8       | Chafik Besseghier  | France      | 225.02 | 7               | 77.00           | 9               | 148.02          |
| 9       | Artur Dmitriev Jr. | Russie      | 218.70 | 11              | 64.48           | 7               | 154.22          |
| 10      | Brendan Kerry      | Australie   | 199.40 | 9               | 70.67           | 10              | 128.73          |
| 11      | Ivan Righini       | Italie      | 185.81 | 10              | 68.42           | 11              | 117.39          |
| Forfait | Romain Ponsart     | France      |        |                 |                 |                 |                 |

### Dames

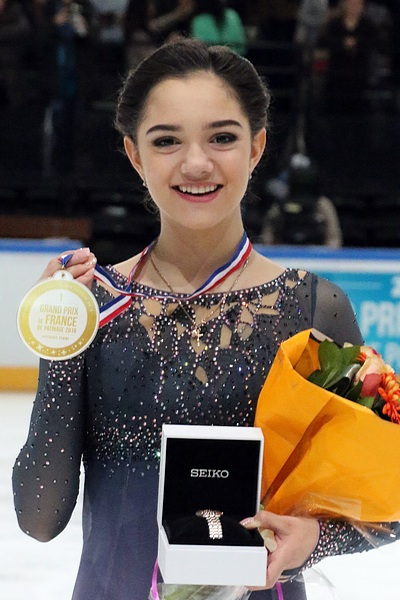
La médaillée d'or Ievguenia Medvedeva

| Rang | Nom                 | Pays         | Points | Programme court | Programme court | Programme libre | Programme libre |
| ---- | ------------------- | ------------ | ------ | --------------- | --------------- | --------------- | --------------- |
| 1    | Ievguenia Medvedeva | Russie       | 221.54 | 1               | 78.52           | 1               | 143.02          |
| 2    | Maria Sotskova      | Russie       | 200.35 | 3               | 68.71           | 2               | 131.64          |
| 3    | Wakaba Higuchi      | Japon        | 194.48 | 5               | 65.02           | 3               | 129.46          |
| 4    | Gabrielle Daleman   | Canada       | 192.10 | 2               | 72.70           | 6               | 119.40          |
| 5    | Park So-youn        | Corée du Sud | 185.19 | 6               | 64.89           | 4               | 120.30          |
| 6    | Laurine Lecavelier  | France       | 184.65 | 4               | 66.61           | 7               | 118.04          |
| 7    | Maé-Bérénice Méité  | France       | 172.65 | 11              | 52.78           | 5               | 119.87          |
| 8    | Gracie Gold         | États-Unis   | 165.89 | 10              | 54.87           | 8               | 111.02          |
| 9    | Mao Asada           | Japon        | 161.39 | 8               | 61.29           | 10              | 100.10          |
| 10   | Yuka Nagai          | Japon        | 159.49 | 12              | 52.41           | 9               | 107.08          |
| 11   | Anastasia Galustyan | Arménie      | 155.49 | 9               | 56.92           | 11              | 98.57           |
| 12   | Alena Leonova       | Russie       | 141.36 | 7               | 63.87           | 12              | 77.49           |

### Couples

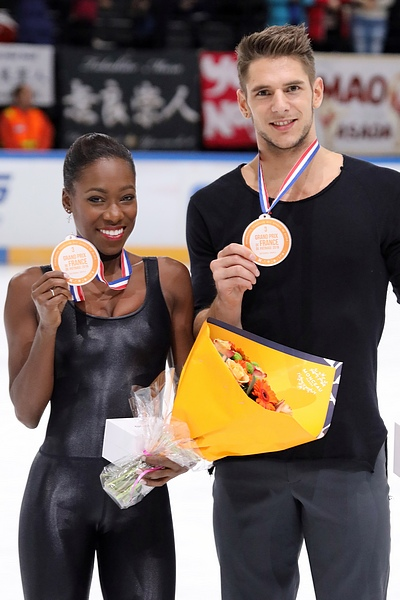
Les médaillés de bronze Vanessa James et Morgan Ciprès

| Rang    | Nom                                 | Pays       | Points | Programme court | Programme court | Programme libre | Programme libre |
| ------- | ----------------------------------- | ---------- | ------ | --------------- | --------------- | --------------- | --------------- |
| 1       | Aljona Savchenko / Bruno Massot     | Allemagne  | 210.59 | 1               | 77.55           | 1               | 133.04          |
| 2       | Evgenia Tarasova / Vladimir Morozov | Russie     | 206.94 | 2               | 76.24           | 3               | 130.70          |
| 3       | Vanessa James / Morgan Ciprès       | France     | 198.58 | 4               | 66.05           | 2               | 132.53          |
| 4       | Natalia Zabiiako / Aleksandr Enbert | Russie     | 192.56 | 3               | 71.36           | 4               | 121.20          |
| 5       | Marissa Castelli / Mervin Tran      | États-Unis | 176.18 | 5               | 59.26           | 5               | 116.92          |
| 6       | Miriam Ziegler / Severin Kiefer     | Autriche   | 145.01 | 6               | 52.06           | 6               | 92.95           |
| Forfait | Lola Esbrat / Andrei Novoselov      | France     |        |                 |                 |                 |                 |
| Forfait | Camille Mendoza / Pavel Kovalev     | France     |        |                 |                 |                 |                 |

### Danse sur glace

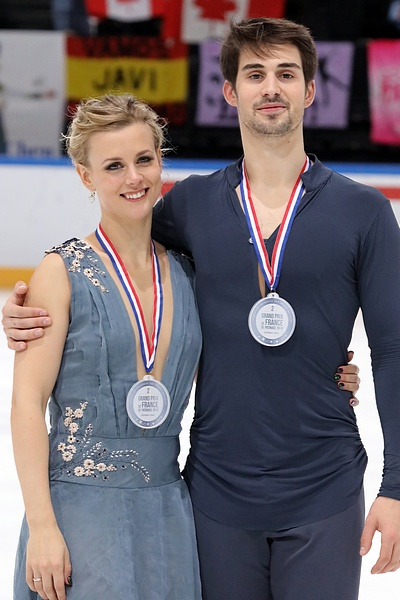
Les médaillés d'argent Madison Hubbell et Zachary Donohue

| Rang | Nom                                     | Pays        | Points | Danse courte | Danse courte | Danse libre | Danse libre |
| ---- | --------------------------------------- | ----------- | ------ | ------------ | ------------ | ----------- | ----------- |
| 1    | Gabriella Papadakis / Guillaume Cizeron | France      | 193.50 | 1            | 78.26        | 1           | 115.24      |
| 2    | Madison Hubbell / Zachary Donohue       | États-Unis  | 174.58 | 3            | 66.77        | 2           | 107.81      |
| 3    | Piper Gilles / Paul Poirier             | Canada      | 170.78 | 4            | 64.74        | 3           | 106.04      |
| 4    | Elena Ilinykh / Ruslan Zhiganshin       | Russie      | 167.40 | 2            | 68.72        | 4           | 98.68       |
| 5    | Isabella Tobias / Ilia Tkachenko        | Israël      | 158.86 | 5            | 63.70        | 5           | 95.16       |
| 6    | Marie-Jade Lauriault / Romain Le Gac    | France      | 150.07 | 6            | 57.37        | 6           | 92.70       |
| 7    | Oleksandra Nazarova / Maxim Nikitin     | Ukraine     | 145.39 | 7            | 56.61        | 7           | 88.78       |
| 8    | Cortney Mansour / Michal Češka          | Tchéquie    | 140.92 | 8            | 55.69        | 8           | 85.23       |
| 9    | Lorenza Alessandrini / Pierre Souquet   | France      | 130.12 | 9            | 48.18        | 9           | 81.94       |
| 10   | Viktoria Kavaliova / Yurii Bieliaiev    | Biélorussie | 115.04 | 10           | 46.81        | 10          | 68.23       |

## Sources
- Résultats du Trophée de France 2016 sur le site de l'ISU
- Patinage Magazine N°149 (Hiver 2016/2017)